# Conway (Arkansas)
Conway ist eine City im Faulkner County im US-amerikanischen Bundesstaat Arkansas mit 64.134 Einwohnern (Stand: Volkszählung 2020) und Sitz der County-Verwaltung (County Seat).
Das Stadtgebiet hat eine Größe von 91,3 km². Die Stadt ist Sitz der University of Central Arkansas.

## Geschichte
Der Ort wurde kurz nach Ende des Sezessionskrieges von einem Ingenieur der Little Rock-Fort Smith Railroad, die später in der Union Pacific Railroad aufging, gegründet. Er entwickelte sich als Conway Station um ein Bahndepot herum. 1873 zum Verwaltungssitz des Faulkner County bestimmt, wurde der Ort 1875 unter seinem heutigen Namen offiziell als Gemeinde registriert. Zu dieser Zeit hatte Conway etwa 200 Einwohner.
Lange Zeit war Conway ein bedeutendes Handelszentrum für das umgebende, ländliche Gebiet. Ab 1890 entstanden weiterführende Schulen und 1907 wurde im Ort die University of Central Arkansas eingerichtet. Nach dem Zweiten Weltkrieg entwickelte sich in Conway neben der Landwirtschaft ein breiter gefächertes wirtschaftliches Spektrum; auch wurden einige staatliche Einrichtungen im Ort angesiedelt.

## Politik

### Städtepartnerschaften
Quakenbrück, Niedersachsen, Deutschland

## Infrastruktur

### Verkehr
Am nordöstlichen Rand von Conway verläuft die Interstate 40. Außerdem ist der Ort Betreiber des Dennis F. Cantrell Field Airport (ICAO-Code KCWS), der im Südosten innerhalb des bebauten Stadtgebiets liegt.

### Bildungseinrichtungen
Trotz der überschaubaren Größe Conways verfügt die Stadt über zahlreiche Bildungseinrichtungen, darunter drei Colleges:
- Hendrix College
- University of Central Arkansas
- Central Baptist College

Diese Tatsache erklärt auch den Spitznamen Conways „City of Colleges“.

## Persönlichkeiten
- Ray Thornton (1928–2016), Jurist und Politiker
- Rebecca Roanhorse (* 1971), Schriftstellerin
- Kayle Browning (* 1992), Sportschützin